# El palco en los toros
El palco en los toros es un lienzo de Ignacio Zuloaga Zabaleta pintado en 1901. 

## Descripción
El palco en los toros es un óleo sobre lienzo, de 95 cm de largo y 100 cm de alto. Está en el Museo Pushkin de Moscú, en el departamento del arte de los países de Europa y América de los siglos XIX-XX. 
Muestra cuatro mujeres españolas en los típicos atavíos de la época, que caen en pliegues. Se destacan sus pintorescas mantillas, lujosos abanicos, las flores en el pelo, que será un símbolo femenino para la mayoría de las protagonistas de los cuadros del pintor. Estas siluetas tan naturales, en ningún momento acusadas, subrayan el carácter de estas señoras delicadas, sensuales, refinadas. Vemos las creaturas libres y voluptuosas, románticas, apasionadas por la corrida, por la muerte poética y noble. Zuloaga exalta a España vieja, casi virgen, no pulida por el gusto europeo, tradicional y pura, excéntrica, pero cariñosa. 
El juego de las luces y sombras intensifica los colores, les ayudan a resaltar lo más importante para el artista, a las personas, que aquí, como en todas sus obras, llegan a ser el enfoque central para el espectador.

## Historia del cuadro
En otoño de 1901 Ignacio Zuloaga y su esposa regresaron a España. Pararon por un breve periodo en Burgos, pero pronto se situaron en Madrid, en su taller de la calle de Villanueva. De esta etapa se destacan los lienzos de técnica muy escrupulosa, con muchos detalles. Se trata de los toreros y gitanas. Y sobre todo se acentúa la obra El palco en los toros, que adquirirá una fama excepcional. Eso se debe a su gran calidad, y, por otro lado, a su destino posterior. La obra será vendida al famoso coleccionista ruso Iván Schukin.  No era un hecho súbito, sino un fruto del éxito anterior en París, Berlín, Dresde, Múnich y en Rusia. Los críticos de este último país valoraron a Zuloaga como un representante significativo de las costumbres españolas en el ámbito contemporáneo. De ese modo El palco en los toros acabó en el museo ruso, hoy en día conocido como el Museo Pushkin de Bellas Artes de Moscú.